# Arhiva Națională de Filme
Arhiva Națională de Filme (ANF) este o instituție publică de interes național cu personalitate juridică, care își desfășoară activitatea în baza HG 1063/2005.
Arhiva Națională de Filme îndeplinește funcția de depozit legal și voluntar pentru filmele cinematografice de orice gen, precum și pentru alte materiale și documente privind istoria cinematografiei naționale și universale, precum: fotografii, afișe, scenarii, partituri muzicale, colecții de documente și alte bunuri legate de istoria filmului.

## Istoric
În 1957, la 4 iulie a fost înființată Arhiva de Filme Cinematografice (ANFC), organism în subordinea Ministerului Învățământului și Culturii. Potrivit Ordinului ministrului, arhiva avea urmatoarele atribuțiuni:
- Arhiva de Filme Cinematografice colecționează, clasifică și conservă filmele și orice material în legătură cu producția de filme și istoricul filmului;
- Efectuează împrumuturile și schimburile internaționale de filme cu arhivele din străinătate;
- Pune la dispoziția cercetătorilor și a studiourilor materialele arhivei, necesare pentru studii documentare sau pentru producția de filme;
- Studiourile și orice alte unități care produc sau dețin filme și alte materiale din domeniul cinematografiei le vor depune intr-un exemplar la ANFC, singura în măsură să le dețină și să le conserve dupa expirarea filmului sau a perioadei de folosire.

Inițial, sediul ANF a fost in Str. Kogâlniceanu, în sediul fostului ACIN (Asociatia Cineaștilor). 
Din 1965, pentru păstrarea filmelor a fost destinată bateria 13-14 a fortului Jilava, o clădire concepută cu destinație militară, de la inceputul secolului XX. Au intrat imediat în colecție filmele naționalizate în 1948 și cele aflate în difuzare în acel moment. La întemeiere, arhiva deținea 128 de filme de lungmetraj și 20.000 de bobine de filme neidentificate.
În primii ani, activitatea s-a concentrat asupra colecționării și regăsirii filmelor produse în România. Ulterior, a început și activitatea de transpunere a peliculelor de pe suport inflamabil (nitrat) pe suport acetat (non-flam). Această activitate s-a întins pe două decenii și jumătate și s-a soldat cu asigurarea peliculelor originale din perioada 1897-1957 cu copii de protecție.
În 1965 a fost construit primul depozit destinat special păstrării filmelor, în noul sediu al arhivei din Jilava.
În 1972 e dat în folosință un al patrulea depozit de filme, cu patru nivele.
Digitalizarea filmelor aflate în patrimoniu a fost posibilă începând cu anul 1999, atunci când a fost achiziționat echipamentul video necesar transferului. Astfel au putut fi inițiate colaborări cu televiziunile publice și private în vederea difuzării filmelor românești de ficțiune și documentare aflate în patrimoniul național, inițiativă care se bucură și astăzi de un mare succes la public.
Din anul 2001 au fost înființate laboratoarele de conservare și restaurare a filmelor.
Începând cu anul 2008, s-au construit patru depozite noi de filme în vederea conservării în condiții de temperatură și umiditate controlate. În prezent, pentru conservarea filmelor, Arhiva Nationala de Filme utilizează cele mai noi tehnologii de arhivare prin vidare a bobinelor de film.
În timp, au fost regăsite filme ca Independența României (1912, R: Grigore Brezeanu și Aristide Demetriade), documentarul Eminescu, Veronica, Creangă (1914, R: Octav Minar) și Oțelul răzbună (1913, R: Aristide Demetriade), iar în 1972 primele filme științifice din lume, realizate de prof. dr. Gheorghe Marinescu, precum Tulburările mersului în hemiplegia organică (1897). De asemenea, au fost recuperate copii ale unor filme precum Wenn die Maske fallt/Când cad măștile (1912, R: Urban Gad), L’Agonie des aigles/Agonia vulturilor, Franța (1934, R: Roger Richebe, film pe care nici o altă arhivă nu-l deține), iar prin strădania colegilor de la Praga a fost găsit Venea o moară pe Siret/Sturmflut der Liebe (1929, R: Martin Berger).
Prin cooperarea cu arhiva de filme din Bois d’Arcy, au fost recuperate filmele Roumanie, Terre d’amour și Les Amis de Saint Hubert (1937, R: Jean Georgescu), iar în 2002 s-a obținut de la Cineteca Nazionale din Roma o copie a coproductiei româno-italiane Odessa in fiamme / Catuse rosii (1942, R: Carmine Gallone) și, prin donația domnului Radu Don, câteva filme inedite ale lui Paul Călinescu. Tot în ultimul deceniu au fost stabilite relații de colaborare și schimb cu arhive de filme din zece țări.
Astăzi colecția ANF conține aproape 45.000 de titluri din 60 de țări (dintre care peste 11.000 de filme de ficțiune) și peste 125.000 de copii. Lungimea totală a filmelor din colectie se ridica la 113.000.000 de metri de pelicula.

### CINEMATECA ROMÂNĂ
Organizarea primelor spectacole de cultură cinematografică sub genericul “Prietenii filmului” a început la 24 februarie 1962, în sala actualului cinematograf Capitol, cu un program dedicat lui Ion Popescu Gopo, și a continuat peste două săptămâni în sala fostului cinematograf Vasile Alecsandri, în Piața Lahovari, cu un program de filme “Vsevolod Pudovkin”. Treptat, spectacolele au devenit săptămânale și au continuat până în 1963, în Sala Carpați, ulterior Studio.
În septembrie 1964 începe activitatea Cinematecii, cu un repertoriu de filme clasice, având ca scop declarat educarea și crearea unui public de cinematecă. Proiecțiile au loc exclusiv la actuala sală Studio, cu 18 proiecții săptămânal. În 1969, Cinemateca se mută în sala Union. Începând cu 1 iulie 1982, este găzduită de Sala Eforie, cu 380 de locuri, numită și Jean Georgescu din 1993. Între 1990-1995 Cinemateca a proiectat filme și în Sala Union - Paul Calinescu. Din toamna anului 1982, Cinemateca a organizat un curs de istorie a cinematografului, cu o durată de 2-3 ani, compus din prelegeri și proiecții ilustrative.

### BIBLIOTECA DE FILM
În 1965, ANF preia Serviciul de Studii si Documentare care functiona în cadrul Studioului Cinematografic Bucuresti, ceea ce a permis o diversificare a activităților instituției, de la crearea unei biblioteci de specialitate și la constituirea unui fond de documente cinematografice pe suport hârtie (fotografii, afișe, liste de montaj, scenarii, partituri muzicale etc.) la editarea unor publicații de interes national și internațional (Anuarul Cinematografic – 1966, Cinematografia In Presa – 1967, Actualitatea Cinematografica - 1966, Caietul de Documentare Cinematografica – 1961, Bibliografia Internationala de Cinema – 1966). Tot din 1965 își începe activitatea comisia pentru istoria filmului românesc, formată din reprezentanți ai ANF, IATC și ai Institutului de Istoria Artei. Cele mai importante rezultate ale comisiei au constat în achizitionarea unor documente valoroase, în redactarea și publicarea Filmografiei Adnotate a Jurnalului Românesc de Actualități (1930-1948, 3 vol.), a Filmografiei Adnotate a Producției Cinematografice Românești (1897-1930, 2 vol.), a Simpozionului Internațional „Arhivele de Film și Cercetarea Istoriografică”, organizat de ANF cu prilejul celui de-al 28-lea Congres al FIAF, care a avut loc la București între 31 mai - 3 iunie 1972.
În 1966 se editează primul Catalog al Filmelor de Fictiune (cuprinzând 2527 de titluri) existente în colecția ANF. Caietul de Documentare Cinematografică (CDC, 1960- 1966) a reprezentat o revistă de cinema valoroasă, deși cu circuit restrâns, pentru că a găzduit multe traduceri ale unor studii străine importante și scenarii de filme, și chiar a contribuit la editarea “Dicționarului de animatie”, primul de acest fel din România (1960), editat în locul a trei numere consecutive ale CDC.
Decretul 472/1971 al Consiliului de Stat, devenit Legea 20/1972, consfințește lărgirea activității ANF, incluzând și activitatea de educație cinematografică.
În 1987, în colecția ANF erau 294.000 de fotografii, 19.000 de afișe, 8.000 de liste de montaj și dialoguri, sute de scenarii și mii de pliante și taieturi de presă.
Din 1990, ANF și-a transformat programul tipărit al Cinematecii într-o revistă-program denumită CineSemnal, care pe lângă programul proiecțiilor include fotografii, comentarii sau scurte studii critice. Instituția noastră a mai editat revistele Prim Plan (între 1992- 1994) și Fotograme (1993). În 2012 a început editarea revistei de istorie a filmului Cinefile, sub forma unui volum bilingv (în română și engleză) care adună studii ale unor cercetători români și străini legate de istoria filmului românesc și arhivistica de film.

### ORGANISME INTERNATIONALE
În 1959, redenumită Arhiva Nationala de Filme (ANF), arhiva devine membru provizoriu al Federației Internaționale a Arhivelor de Film (FIAF), iar în 1960 membru deplin. Federația Internațională a Arhivelor de Film (FIAF), fondată în 1938 de către patru cinemateci (New York, Londra, Berlin și Paris), are ca scopuri:
- contribuția la conservarea filmelor și a patrimoniului artistic istoric al cinematogafiei
- dezvoltarea cooperării între arhivele de film
- înlesnirea schimburilor de filme și de documente referitoare la arta și istoria cinematografiei
- dezvoltarea culturii cinematografice.

Din anul 1991, încă de la înființarea Asociatiei Cinematecilor Europene (ACE), Arhiva Națională de Filme este membru.
De-a lungul timpului, la ANF și-au desfășurat activitatea reputați critici și istorici de cinema. În incheiere, vom mentiona directorii ANF:
- 1957-1965: Aurel Lup (anterior distribuitor de filme)
- 1965-1966: Dumitru Fernoaga (filmolog, mai târziu producător și distribuitor de filme)
- 1966-1967: Eugen Mandric (ziarist, producător de filme)
- 1967-1968: Marius Teodorescu (istoric de film, regizor)
- 1968-1969: Aurel Lup
- 1969-1972: Dumitru Fernoaga
- 1 iulie 1972 - 9 iulie 1973: Nicolae Zeicu (economist)
- 1972-1976: Henri Dona (ziarist, critic de film)
- 1976: Nicolae Niculescu (inginer) și Sebastian Iosif (inginer)
- 1976 – septembrie 1986: Marin Paraianu (anterior balerin și producător de filme de animație)
- septembrie 1986 – iulie 1990: Floarea Ion (filmolog)
- iulie 1990 – aprilie 1997: Savel Stiopul (regizor)
- ianuarie 1999 – februarie 2001: Bujor T. Ripeanu (istoric și critic de film)
- aprilie 1997 – prezent: prof.univ.dr. Anca Mitran (conservator)

În anul 2016, ANF a preluat arhiva de filme a studioului Sahia.

## Importanță
Arhiva Națională de Filme contribuie la preservarea și promovarea istoriei cinematografiei române. De asemenea, Cinemateca Română și Biblioteca de Film au un scop educațional, de a oferi publicului larg informații greu de găsit, precum filme încă nedigitalizate sau, în cazul bibliotecii, scenarii de filme și jurnale de producție care contextualizează condițiile de filmare ale unor anumite proiecte. 
În timpul regimului comunist, Cinemateca Română era principala instituție de formare a culturii cinematografice în rândul publicului său, dintre care mulți erau tineri studenți. Filmele proiectate în cadrul cinematecii au influențat numeroase generații de cineaști și cinefili. Cinemateca a contribuit la introducerea filmului internațional de artă în România, printre care filme semnate de autori prestigioși ca Andrei Tarkovski, Michelangelo Antonioni, Robert Bresson, Vittorio De Sica, Federico Fellini, Ingmar Bergman, Orson Welles și mulți alții. 
Într-un interviu acordat revistei Film Menu, regizorul Nae Caranfil ilustrează popularitatea Cinematecii Române la începutul anilor '80: „Sigur, salivam cu toții după filme occidentale, făceam cozi interminabile la Biblioteca Americană sau la Cinematecă să vedem în copii alb-negru Nașul (...) sau Cabaret...”
După 1989, Cinemateca Română s-a confruntat cu un număr din ce în ce mai scăzut de spectatori, după cum notează și criticul de film Mihai Fulger: „Sălile pline-ochi de până în 1990 încep treptat să se golească, iar tendința continuă pe parcursul deceniilor următoare.” O dată cu căderea comunismului și ascensiunea digitalizării filmelor, Cinemateca a decăzut în popularitate și influență- publicul român preferă să vizioneze filme acasă, pe suport digital, sau în săli de cinema mai moderne, de mall. 